# Dalsnibba
Il Dalsnibba è un rilievo montuoso norvegese alto 1.476 m s.l.m. .

## Descrizione

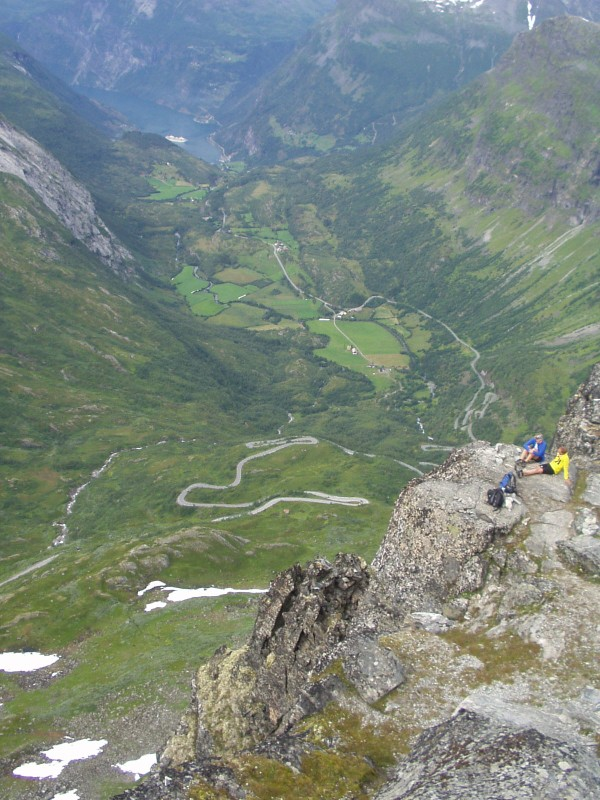
Il Geirangerfjord visto dal Dalsnibba

Il monte è situato nella contea di Møre og Romsdal, nella regione di Vestlandet. Il monte sovrasta la cittadina turistica di Geiranger e dista soli 7 km dal Geirangerfjord, il celebre fiordo nominato Patrimonio dell'umanità dall'UNESCO.
Il rilievo rappresenta il traguardo della competizione sportiva chiamata: Geiranger - From Fjord to Summit ed è spesso meta di escursioni turistiche per via dell'ottimo panorama di cui si può godere dalla sommità. Il monte è sempre coperto da neve, tranne che in estate.
La sommità della montagna è raggiungibile anche in auto attraverso una strada a pedaggio.